# بخش فسارود
بخش فسارود، یکی از بخش‌های شهرستان داراب در استان فارس ایران است. مرکز این بخش، شهر پاسخن است.

## تقسیمات کشوری
- بخش فسارود
  - دهستان پاسخن
  - دهستان فسارود

شهر: پاسخن

## جمعیت
بر پایه سرشماری عمومی نفوس و مسکن در سال ۱۳۹۵، جمعیت بخش فسارود برابر با ۱۸٬۳۱۸ نفر بوده است.